# تشارلز تشرتش روبرتس
تشارلز تشرتش روبرتس (بالإنجليزية: Charles Church Roberts)‏ هو ضابط أمريكي، ولد في 6 مارس 1882 في نيوتن في الولايات المتحدة، وتوفي في 8 مارس 1957.